# Een ziel in zee
Een ziel in zee is een van de titels die gegeven wordt aan een sprookje uit Nederland.

## Het verhaal
Andries heeft zijn vrouw en kind verloren en loopt op de vooravond van het feest van zijn patroon Sint Andries naar de zee. Hij ziet een lichtje uit het kalme water opstijgen en dit komt dichterbij, maar schiet dan weer terug naar zee. Het vliegt dan naar de ruïne en Andries hoort zijn naam roepen. De visser ziet een man in ouderwetse dracht bij het bouwval en deze vertelt dat hij medelijden heeft met de man. Als Andries doet wat hij zegt, zal hij rijk en gelukkig worden. Andries slaat een kruis en zegt dat hij niets verlangt, waarna de man zegt dat hij geen boze geest is.
De oude man geeft een ring en Andries moet na drie dagen '"een buksschot ver"' in zee lopen. Hij zal dan drie omgekeerde potten vinden en moet de middelste meenemen. Hij moet dan terug naar het strand, zonder te letten op wat er gebeurt. Het dwaallicht verdwijnt in de zee, maar Andries durft de ring niet mee te nemen. De derde nacht is Andries de gebeurtenis vergeten, zijn netten scheuren en zijn boot loopt averij op. Ook wordt Andries ziek en hij verblijft maanden in een gasthuis. Op Sint Andriesavond loopt Andries langs het bouwval, het is springvloed en een licht als een fakkel stijgt op en verdwijnt bij de ruïne.
De oude man verschijnt opnieuw en Andries ziet de ring weer in het zand. Andries pakt de ring en loopt naar zee, het water vloeit voor hem terug. Hij loopt de zee in en ziet een groen weiland met jonge mensen die het gras maaien en herkent mensen die het afgelopen jaar zijn verdronken. Dan ziet Andries de mooie vrouw van de zee die hem roept en hij vergeet bijna alles om hem heen. Net op tijd komt hij bij zinnen en pakt de middelste pot, waarna de mensen op hem afstormen met hun sikkels, maar Andries ontwaakt op het strand en heeft een leren zak vol goud en edelstenen. Hij beseft dat hij de ziel van een rijk man heeft verlost en heeft veel geluk bij alles wat hij onderneemt in de rest van zijn leven.

## Achtergronden
- Vergelijk De gestolen duit (KHM154).
- De naamdag van Sint Andries is op 30 november.